# 三國郎中令、光祿勳列表
洪飴孫《三國職官表》：「魏光祿勳卿一人，中二千石，第三品。掌宿衞宮殿門戶，朝會則皆禁止，及主諸郞之在殿中侍衞者。建安十八年，魏國初置郞中令，黃初元年改為光祿勳。可考者十五人。……蜀同。建安二十四年，先主為漢中王時置，後因之。可考者五人。……吳同。初亦曰郞中令，權稱尊號，改為光祿勳。可考者五人。」今據《三國志》諸《帝紀》、《主傳》；萬斯同《歷代史表》中《魏國將相大臣年表》、《魏將相大臣年表》、《吳將相大臣年表》作此表，在位年數不足一年者，按一年計算。

## 郎中令

### 魏
《三國志·魏書·文帝紀》引《魏書》：「丙戌，令史官奏修重、黎、羲、和之職，欽若昊天，歷象日月星辰以奉天時。臣松之案：魏書有是言而不聞其職也。丁亥令曰：『故尚書僕射毛玠、奉常王脩、涼茂、郎中令袁渙、少府謝奐、萬潛、中尉徐奕、國淵等，皆忠直在朝，履蹈仁義，並早即世，而子孫陵遲，惻然愍之，其皆拜子男為郎中。』」
| 序次                           | 爵位     | 姓名 | 在位年數 | 在位時間     | 皇帝 魏王        |
| 東漢魏國郎中令（213年－220年） |          |      |          |              |                  |
| 1                              | 無       | 袁渙 | 4年      | 213年－217年 | 漢獻帝 曹操      |
| 2                              | 無       | 王修 | 1年      | 217年        | 漢獻帝 曹操      |
| 3                              | 西陵簡侯 | 和洽 | 3年      | 217年－220年 | 漢獻帝 曹操 曹丕 |

### 蜀
蜀漢不置郎中令。

### 吳
《三國志·吳書·吳主傳》引《吳書》：「以尚书令陈化为太常。化字元耀，汝南人，博览众书，气幹刚毅，长七尺九寸，雅有威容。为郎中令使魏……」
| 序次                       | 爵位 | 姓名 | 在位年數 | 在位時間    | 皇帝   |
| 東吳郎中令（222年－280年） |      |      |          |             |        |
| 1                          | 無   | 陳化 | 不詳     | ？－225年前 | 吳大帝 |
| 2                          | 無   | 劉基 | 不詳     | ？－229年   | 吳大帝 |

## 光祿勳

### 魏
《三國志·魏書·和常楊杜趙裴傳》載：「文帝踐阼，（和洽）為光祿勳，封安城亭侯。」
| 序次                     | 爵位     | 姓名   | 在位年數 | 在位時間    | 皇帝         |
| 曹魏太常（220年－265年） |          |        |          |             |              |
| 1                        | 西陵簡侯 | 和洽   | 不詳     | 220年－？   | 魏文帝       |
| 2                        | 樂陽貞侯 | 常林   | 不詳     | 227年－？   | 魏明帝       |
| 3                        | 安陽孝侯 | 崔林   | 不詳     | 太和年間    | 魏明帝       |
| 4                        | 關內侯   | 高堂隆 | 不詳     | 景初年間    | 魏明帝       |
| 5                        | 無       | 繆襲   | 不詳     | 240年後－？ | 齊王曹芳     |
| 6                        | 容城成侯 | 盧毓   | 不詳     | 正始年間    | 齊王曹芳     |
| 贈                       | 無       | 劉劭   | －       | 正始年間贈  |              |
| 7                        | 蘭陵景侯 | 王肅   | 1年      | 249年       | 齊王曹芳     |
| 8                        | 壽光侯   | 鄭沖   | 1年      | 250年       | 齊王曹芳     |
| 9                        | 廣昌亭侯 | 鄭袤   | 不詳     | 254年後－？ | 高貴鄉公曹髦 |
| 10                       | 無       | 衛烈   | 不詳     | 264年後－？ | 魏元帝       |
| 不詳                     | 無       | 袁奧   | 不詳     | 不詳        |              |

### 蜀
《三國志·蜀書·先主傳》載：「（建安二十五年）……太傅許靖、安漢將軍糜竺、軍師將軍諸葛亮、太常賴恭、光祿勳（黃權）〔黃柱〕、少府王謀等上言……」
| 序次                             | 爵位   | 姓名 | 在位年數 | 在位時間     | 皇帝 漢中王 |
| 東漢漢中王光祿勳（218年－221年） |        |      |          |              |             |
| 1                                | 無     | 黃權 | 2年      | 219年－221年 | 漢獻帝 劉備 |
| 蜀漢光祿勳（221年－263年）       |        |      |          |              |             |
| 1                                | 都鄉侯 | 李嚴 | 不詳     | 226年－？    | 漢懷帝      |
| 2                                | 無     | 向朗 | 不詳     | ？－234年    | 漢懷帝      |
| 3                                | 無     | 杜瓊 | 不詳     | ？－250年    | 漢懷帝      |
| 4                                | 無     | 裴儁 | 不詳     | 延熙年間     | 漢懷帝      |
| 不詳                             | 無     | 王柱 | 不詳     | 不詳         |             |

### 吳
《三國志·吳書·劉繇太史慈士燮傳》：「（劉基）徙郎中令。權稱尊號，改為光祿勳，分平尚書事。」
| 序次                       | 爵位 | 姓名 | 在位年數 | 在位時間       | 皇帝   |
| 東吳光祿勳（222年－280年） |      |      |          |                |        |
| 1                          | 無   | 劉基 | 不詳     | 229年－？      | 吳大帝 |
| 2                          | 無   | 孟宗 | 不詳     | 256年－？      | 吳景帝 |
| 3                          | 無   | 石偉 | 不詳     | 258年－？      | 吳景帝 |
| 4                          | 無   | 薛瑩 | 不詳     | 273年後－280年 | 吳末帝 |